# Сертякіно (присілок)
Сертя́кіно (рос. Сертякино) — присілок у складі Подольського міського округу Московської області, Росія.

## Населення
Населення — 112 осіб (2010; 118 у 2002).
Національний склад (станом на 2002 рік):
- росіяни — 99 %